# Runner's World
Runner's World är världens största tidning för löparintresserade. Den svenska utgåvan kommer ut 10 gånger per år. Anders Szalkai är chefredaktör på Runner's World.